# Storia degli Stati Uniti d'America (1945-1964)
Il periodo della storia statunitense che va dal 1945 al 1964 è caratterizzato da una politica estera molto attiva, guidata dal proposito di contenere l'affermazione del comunismo nel mondo. Dal punto di vista interno, dopo un breve periodo di transizione, l'economia iniziò a svilupparsi rapidamente. In questo lasso temporale, il paese raggiunse le sue dimensioni attuali nel 1959, quando le Hawaii diventarono il cinquantesimo stato. Dal punto di vista socio-culturale, il periodo è stato piuttosto conservatore, dominato dall'ideale della famiglia abitante in aree suburbane. Il tasso d'istruzione crebbe in maniera esplosiva. La Guerra Fredda tra Stati Uniti e Unione Sovietica fu il denominatore comune degli anni cinquanta. All'inizio del decennio, entrambi i paesi disponevano di bombe atomiche e prese il via una corsa in cui le superpotenze cercavano di superarsi a vicenda, introducendo nuove armi, sempre più potenti. La minaccia di una devastante guerra nucleare iniziò a pesare sul mondo.
I soldati Alleati vennero inviati in Corea per combattere le forze del comunismo. I sovietici formarono il Patto di Varsavia tra stati comunisti per opporsi all'alleanza NATO guidata dagli Stati Uniti.
Per molte persone negli USA, le tensioni internazionali erano bilanciate dalle comodità di casa. In particolare dopo il 1950, i cittadini statunitensi godettero di salari alti, grandi automobili e di comodità casalinghe quali aspirapolvere, lavatrici, tostapane, frullatori e ferri da stiro elettrici, i quali erano tutti pensati per risparmiare tempo e fatica nei lavori domestici. Invenzioni familiari all'inizio del XXI secolo comparvero per la prima volta in questo periodo. La governante e cuoca in casa, caratteristica comune delle abitazioni della classe media all'inizio del secolo, era praticamente inesistente negli anni 1950. Le famiglie godevano di abitazioni con riscaldamento centralizzato e acqua corrente. L'arredamento di nuovo stile era scintillante, economico, e leggero e facile da trasportare. La parola chiave delle abitazioni del dopoguerra era efficienza.

## La guerra Fredda

### Le origini della Guerra Fredda
L'alleanza del tempo di guerra tra Stati Uniti ed Unione Sovietica fu un'aberrazione del normale tenore delle relazioni tra i due paesi. La rivalità strategica tra le due vaste nazioni risale agli anni 1890, quando, dopo un secolo di amicizia, americani e russi divennero rivali nello sviluppo della Manciuria. La Russia zarista, incapace di competere industrialmente, cercò di chiudere e colonizzare parti dell'Asia Orientale, mentre gli americani richiedevano la competizione aperta per i mercati. Nel 1917, la rivalità divenne intensamente ideologica. Gli americani non dimenticarono mai che l'appena costituito governo sovietico, a causa della situazione interna, negoziò una pace separata con la Germania nella prima guerra mondiale, lasciando gli Alleati soli a combattere le Potenze Centrali. La durevole sfiducia sovietica derivava dallo sbarco di truppe statunitensi in Russia nel 1918, le quali furono coinvolte, direttamente o indirettamente, nell'assistere i Bianchi anti-bolscevichi nella guerra civile russa.
Inoltre, i sovietici non dimenticarono le ripetute assicurazioni di Franklin D. Roosevelt che USA e Regno Unito avrebbero aperto un secondo fronte sul continente europeo. Mentre gli USA erano coinvolti nei combattimenti nel Mediterraneo, prestando aiuto ai sovietici e bombardando pesantemente l'Europa Continentale, un'invasione Alleata su vasta scala del continente non avvenne fino al D-Day del giugno 1944, più di due anni dopo la richiesta dei sovietici. Entro la fine della guerra, l'URSS soffrì perdite tremende, fino a venti milioni di morti. Per parte loro, le circostanze che circondano la firma e la successiva rottura del Patto di Monaco nel 1938, e la firma e la successiva rottura del Patto Molotov-Ribbentrop nel 1939, contribuirono ad un'eredità di sfiducia nei sovietici da parte degli alleati occidentali.
Quando la guerra finì in Europa, l'8 maggio 1945, le truppe sovietiche e occidentali (USA, Regno Unito e Francia), erano dispiegate in determinate posizioni, essenzialmente lungo una linea al centro dell'Europa che venne chiamata Linea Oder-Neisse. A parte alcuni aggiustamenti minori, questa sarebbe diventata la "Cortina di ferro" della Guerra Fredda. In retrospettiva, Jalta significò l'accordo per cui entrambe le parti potevano stare dove si trovavano e nessuna avrebbe usato la forza diretta per cacciar via l'altra. Questo tacito accordo si applicava anche all'Asia, come evidenziato dall'occupazione statunitense del Giappone e dalla divisione della Corea. Con l'avvio della Guerra Fredda, un breve status quo post-bellico emerse fino alla presa del potere in Cina da parte dei comunisti, nel 1949. L'egemonia sovietica ora regnava su circa un terzo del territorio mondiale, mentre gli Stati Uniti emersero come più influente superpotenza rispetto agli altri due terzi, dei quali parte era sfidata dai movimenti marxisti.
Ci furono contrasti fondamentali tra le visioni degli Stati Uniti e dell'Unione Sovietica, tra capitalismo e socialismo. Questi contrasti sono stati semplificati e ridefiniti in ideologie nazionali che rappresentavano due stili di vita, ognuno giustificato nel 1945 dai precedenti disastri. I modelli in conflitto, di autarchia contro esportazione, pianificazione statale contro mercati, si sarebbero contesi la fedeltà del mondo sviluppato e in via di sviluppo negli anni del dopoguerra.
Gli Stati Uniti, guidati dal presidente Harry S. Truman dall'aprile 1945, erano determinati ad aprire i mercati mondiali al capitalismo e a modellare il mondo del dopoguerra secondo i principi stilati dalla Carta Atlantica: autodeterminazione, pari accesso economico, e un ricostruito capitalismo in Europa, che potesse servire nuovamente come centro degli affari mondiali. Truman non aveva dimenticato l'eccitazione con la quale aveva accolto i principi dell'idealismo Wilsoniano durante la II guerra mondiale, e vide la sua missione negli anni 1940, come quella di portare una pace duratura e una genuina democrazia nel mondo. La sua visione era parimenti una di interesse nazionale. La Seconda guerra mondiale risultò in un'enorme distruzione delle infrastrutture e della popolazione in tutta l'Eurasia, dall'Atlantico al Pacifico, che non lasciò indenne quasi nessuna nazione. L'unica grande potenza industriale del mondo ad emergere intatta e addirittura molto rafforzata in prospettiva economica, erano gli USA, che si mossero rapidamente per consolidare la loro posizione.
Gli Stati Uniti guidarono anche lo sforzo per asserire la loro visione del mondo presso le nuove agenzie internazionali: la Banca Mondiale e il Fondo Monetario Internazionale, che vennero create per assicurare un'economia internazionale aperta e capitalista. L'Unione Sovietica decise di non prendervi parte.
Anche i sovietici videro i loro interessi vitali e la loro sicurezza nazionale a rischio nel mondo del dopoguerra. Il che motiva la loro determinazione a modellare l'Europa postbellica. Stalin instaurò dei regimi favorevoli a Mosca in Polonia, Romania, Germania Est e Bulgaria, in contraddizione con le sue dichiarazioni di Jalta, quando assicurò che "libere elezioni" si sarebbero svolte nell'Europa Orientale. Winston Churchill, da lungo tempo un deciso anticomunista, condannò Stalin per aver circondato il nuovo impero russo con una "Cortina di ferro".

### Contenimento ed escalation della Guerra Fredda
Negli Stati Uniti, il contenimento dell'Unione Sovietica divenne ben presto una dottrina di politica estera, seguendo i suggerimenti di persone come il funzionario del Dipartimento di Stato George Kennan, che sostenne che l'URSS doveva essere contenuta usando "un'inalterabile forza di opposizione in ogni punto", fino a quando si sarebbe verificato il crollo del potere sovietico. Questa politica venne ulteriormente articolata nella Dottrina Truman, enunciata nel discorso al Congresso del marzo 1947, la quale sosteneva che gli USA avrebbero contribuito con 4 miliardi di dollari (in valuta del 2005) agli sforzi per "contenere" il comunismo. Ciò avvenne nel mezzo della crisi della guerra civile greca (1946-1949), con minacce comuniste percepite in quella nazione, in Turchia e in Iran. Truman insistette che se la Grecia e la Turchia non avessero ricevuto l'aiuto di cui avevano bisogno, sarebbero inevitabilmente cadute davanti al comunismo, con il risultato di un effetto domino di accettazione del comunismo in tutta la regione. Truman trasformò in legge la sua dottrina nel maggio 1947, garantendo 400 milioni di dollari in aiuti militari ed economici a Turchia e Grecia.

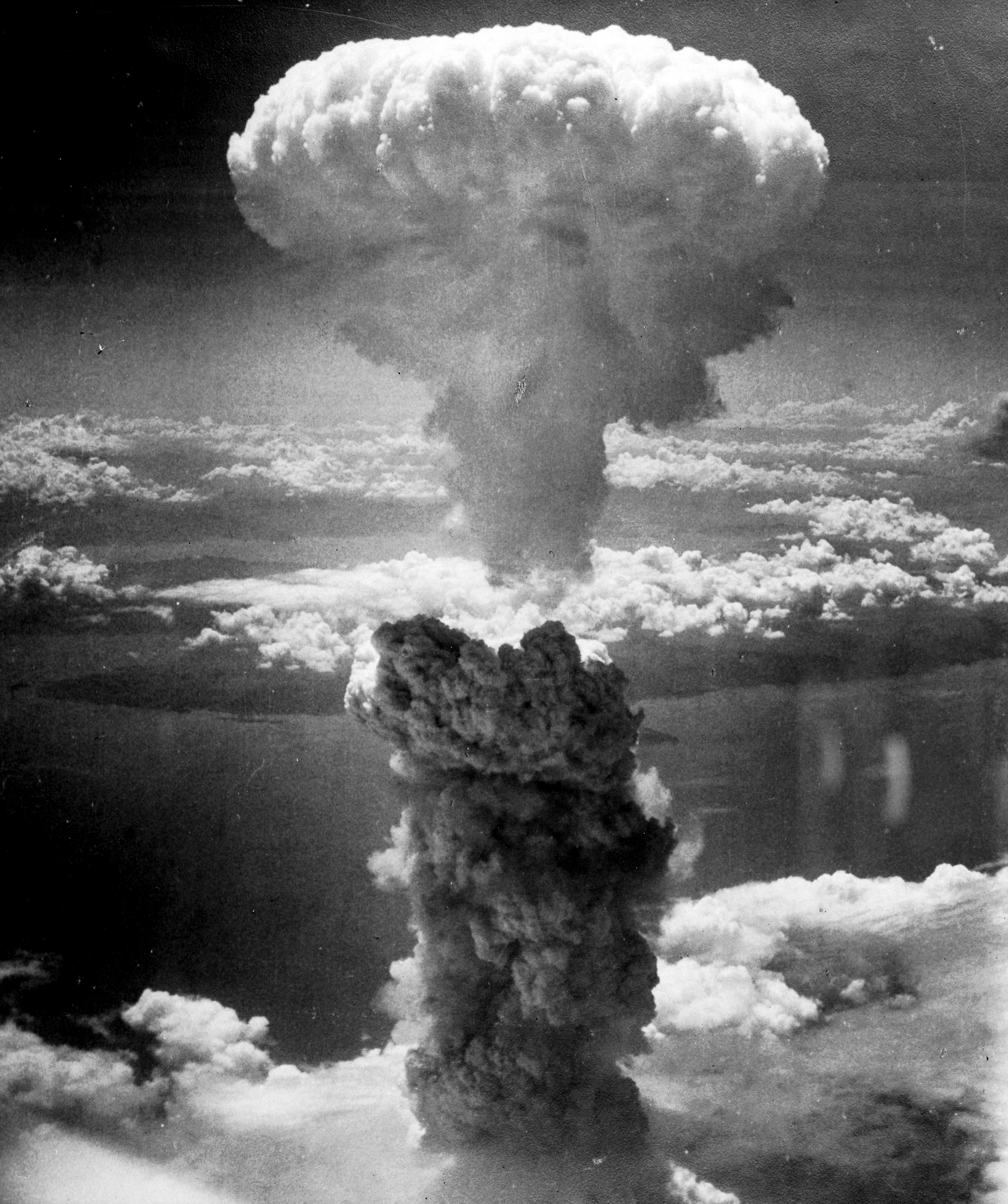
Il fungo atomico del bombardamento di Nagasaki nel 1945. Le bombe all'idrogeno erano ancor più temibili.

Gli Stati Uniti capitalizzarono sulle paure della Guerra Fredda per lanciare un massiccio sforzo economico di ricostruzione, prima in Europa Occidentale e quindi in Giappone (oltre che nella Corea del Sud e a Taiwan). Il Piano Marshall iniziò a pompare 12 miliardi di dollari in Europa Occidentale. Stalin rispose bloccando l'accesso a Berlino, che era all'interno della zona della Germania sotto il controllo sovietico. Il confronto militare si profilava minaccioso mentre Truman si imbarcò in una impressionante e provocatoria mossa che avrebbe umiliato i sovietici a livello internazionale; trasportare per via aerea i rifornimenti per Berlino, sopra la Zona Sovietica, durante il 1948-1949.
Nel 1949 Truman unì gli USA e altre undici nazioni con la costituzione della NATO, la prima alleanza "vincolante" tra USA ed Europa in 170 anni. Stalin si vendicò integrando le economie dell'Europa Orientale nella sua versione del Piano Marshall, facendo esplodere la prima atomica sovietica nel 1949, firmando un'alleanza con la Repubblica Popolare Cinese nel febbraio 1950, e formando il Patto di Varsavia, la controparte est-europea della NATO.
Nel 1949, il governo nazionalista cinese di Chiang Kai-shek venne rovesciato dal leader comunista Mao Tse-tung, che proclamò la Repubblica Popolare Cinese. Mao viaggiò fino a Mosca, dove negoziò il Trattato di amicizia sino-sovietico.
Confrontati con il crescente successo sovietico, i funzionari statunitensi si mossero rapidamente per aumentare ed espandere il "contenimento". In un documento segreto del 1950 (NSC-68), proposero di rafforzare i loro sistemi di alleanze, quadruplicare le spese per la difesa, e imbarcarsi in un'elaborata campagna di propaganda per convincere gli americani a combattere questa costosa guerra. Truman ordinò lo sviluppo della bomba all'idrogeno; seguì un similare sviluppo sovietico.
I primi anni 1950 videro i piani degli USA per formare un esercito della Germania Ovest, e le proposte per un trattato di pace con il Giappone che garantisse basi militari statunitensi a lungo termine, per far avanzare lo sviluppo delle forze armate statunitensi nell'Asia Orientale.
La Dottrina Truman contribuì anche al primo coinvolgimento americano in Vietnam. Truman tentò di aiutare la scommessa francese di tenersi strette le proprie colonie in Indocina. Gli USA rifornirono le truppe francesi con equipaggiamento e consiglieri militari, allo scopo di combattere un giovane Ho Chi Minh e i rivoluzionari comunisti nella prima guerra d'Indocina.

### La guerra di Corea
Alcuni consiglieri (compreso George Kennan), credevano che il trattato di pace con il Giappone, e le sue basi USA nel Sol Levante, avesse portato Stalin ad approvare, nel giugno 1950, un piano nordcoreano per invadere la Corea del Sud appoggiata dagli USA. Temendo che una Corea unita e comunista avrebbe neutralizzato il potere statunitense in Giappone e portato ad un'espansione dell'influenza sovietica, Truman impegnò le truppe USA in Corea e ottenne l'aiuto delle Nazioni Unite per respingere i nordcoreani. L'Unione Sovietica all'epoca boicottava l'ONU (perché non voleva ammettere la Repubblica Popolare Cinese) e non fu presente per poter mettere il veto alle azioni di Truman.
Dopo i primi giorni di sconfitta e ritirata statunitense, il successo del generale Douglas MacArthur nella Battaglia di Inchon diede una svolta alla guerra. Questo vantaggio venne sprecato quando McArthur ignorò i desideri del suo Comandante in Capo e inseguì i nordcoreani in fuga fino al confine sino-coreano. La Repubblica Popolare Cinese rispose alla minaccia con attacchi di accerchiamento nel novembre 1950, che decimarono le truppe guidate dagli USA. I combattimenti alla fine si stabilizzarono lungo il 38º parallelo, che inizialmente separava le due Coree, ma Truman aveva ora davanti una Cina ostile, un accordo sino-sovietico, e un budget per la difesa gonfiato, che si era quadruplicato in diciotto mesi. La guerra di Corea fu costosa anche in termini di vite umane, oltre 50.000 soldati americani morti, e quasi un milione di vittime coreane da ambo le parti.

### L'amministrazione Eisenhower e la "rappresaglia massiccia"

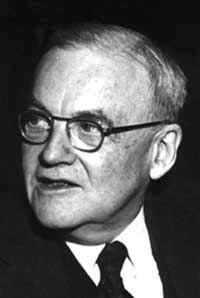
John Foster Dulles

Nel 1953, Stalin morì, e il nuovo presidente statunitense, Dwight D. Eisenhower usò l'opportunità per porre fine alla guerra di Corea, continuando però le politiche della Guerra Fredda. Il suo Segretario di Stato, John Foster Dulles, fu la figura dominante nella politica estera della nazione negli anni 1950. Dulles denunciò il "contenimento" dell'amministrazione Truman e sposò un programma attivo di "liberazione", che avrebbe portato a una "ritirata" del comunismo. La principale di queste dottrine fu la politica della "rappresaglia massiccia", che Dulles annunciò all'inizio del 1954, evitando le costose forze di terra convenzionali dell'amministrazione Truman, in favore dell'esercitare la vasta superiorità dell'arsenale atomico e dello spionaggio statunitense. Dulles definì questo approccio con il termine "brinksmanship".
Entrambe le nazioni continuarono a cercare di espandere le loro sfere di influenza, usando sia mezzi alla luce del sole che nascosti. Il nuovo leader sovietico, Nikita Chruščëv, espanse la politica di Mosca di stabilire nuove relazioni con l'India, altre nazioni chiave non allineate e paesi non comunisti del Terzo Mondo. Khrushchev aumentò anche il potere sovietico sviluppando la bomba all'idrogeno e lanciando il primo satellite artificiale nel 1957.
Nello stesso periodo i sovietici consolidavano la loro presa su molti dei loro alleati. Nel 1953 le truppe sovietiche sedarono la rivolta in Germania Est. A ciò seguì nel 1956 l'intervento sovietico per porre fine alla rivoluzione ungherese.
I sovietici ottennero una grande vittoria quando Chruščëv formò un'alleanza con Cuba dopo la riuscita rivoluzione di Fidel Castro del 1959.
Questa vittoria non durò molto comunque. Nel 1961 i sovietici e il loro alleati della Germania Est costruirono il Muro di Berlino per impedire la fuga dei tedeschi orientali verso la più attraente e capitalista Germania Ovest. Fu un grave colpo all'immagine dell'URSS. Inoltre le relazioni sino-sovietiche si stavano deteriorando.
L'Unione Sovietica non era sola nel suo tentativo di influenzare altre nazioni. Gli Stati Uniti ostacolarono l'intervento sovietico sfoggiando la loro superiorità nucleare e usando la Central Intelligence Agency (CIA) per rovesciare governi non amichevoli come quello dell'Iran. Gli Stati Uniti reagirono allarmati alle azioni di Mohammad Mossadeq, il primo ministro nazionalista iraniano, che nel 1951 nazionalizzò i pozzi di petrolio del suo paese fino ad allora dati in concessione ad una compagnia britannica. Convinto che l'Iran, nazione filo-occidentale, stesse spostandosi verso una politica estera filo-sovietica, Eisenhower usò la CIA, che unì le forze con i capi militari iraniani, per rovesciare il governo dell'Iran in quella che divenne nota come "Operazione Ajax". Per sostituirlo, gli USA favorirono l'ascesa del giovane Scià, Mohammed Reza Pahlevi, che da monarca costituzionale divenne un sovrano assoluto. In cambio lo Scià permise alle compagnie statunitensi di avere una parte nello sfruttamento delle riserve petrolifere nazionali.
Gli Stati Uniti usarono la CIA per rovesciare governi sospettati di avvicinarsi al comunismo, come il Guatemala nel 1954, un altro regime in via di democratizzazione. Nel 1958, gli USA inviarono truppe in Libano per mantenere in piedi il regime filo-statunitense, e tra il 1954 e il 1961, Eisenhower inviò aiuti economici e 695 consiglieri militari nel Vietnam del Sud.
La prima grande tensione interna all'alleanza NATO si ebbe nel 1956, quando Eisenhower costrinse Regno Unito e Francia a ritirarsi dall'operazione, condotta assieme a Israele, che mirava a riprendere il controllo del Canale di Suez, in Egitto (Si veda: Crisi di Suez). L'amministrazione Eisenhower si oppose all'azione franco-britannica nella regione per motivi di prudenza, temendo che la resistenza del leader egiziano Gamal Abdel Nasser alle vecchie potenze coloniali avrebbe dato una spinta al potere sovietico nella regione.

### Kennedy e la crisi dei missili cubani
La Guerra Fredda raggiunse il suo apice durante la crisi dei missili di Cuba, un teso confronto tra l'Unione Sovietica e gli Stati Uniti sul dispiegamento di armi nucleari sovietiche a Cuba. La crisi iniziò il 16 ottobre 1962 e durò per tredici giorni. Viene vista da molti come il momento in cui la Guerra Fredda fu più vicina a esplodere in un devastante conflitto nucleare tra le due superpotenze.

## La "società ricca" e l'"Altra America"
Gli anni immediatamente successivi alla II guerra mondiale furono in generale anni di stabilità e prosperità per la classe media bianca americana. Gli USA riuscirono a trasformare subito la loro macchina da guerra in una cultura consumistica. La crescita del consumismo, dei sobborghi e dell'economia, comunque, oscurarono il fatto che la prosperità non si estendeva a tutti. Molti americani continuarono a vivere in povertà durante gli anni di Eisenhower. La retorica di libertà e democrazia della Guerra Fredda era particolarmente distante dalla realtà di grandi fette della popolazione, come gli afro-americani, che continuarono a soffrire di discriminazioni sociali, economiche e politiche.
Al centro della cultura della classe media negli anni 1950, stava crescendo l'ossessione per i beni di consumo. Non solo dovuta alla prosperità del dopoguerra, essa produsse l'aumento della varietà e disponibilità dei prodotti di consumo, per i quali i pubblicitari erano sempre più dediti a creare una domanda. Gli statunitensi ricchi degli anni 1950 e 1960, risposero alla frenesia consumistica costituita da automobili, elettrodomestici, tritarifiuti, televisori e impianti stereo. In notevole parte, la prosperità di quei due decenni fu spinta dai consumi (e non dagli investimenti).

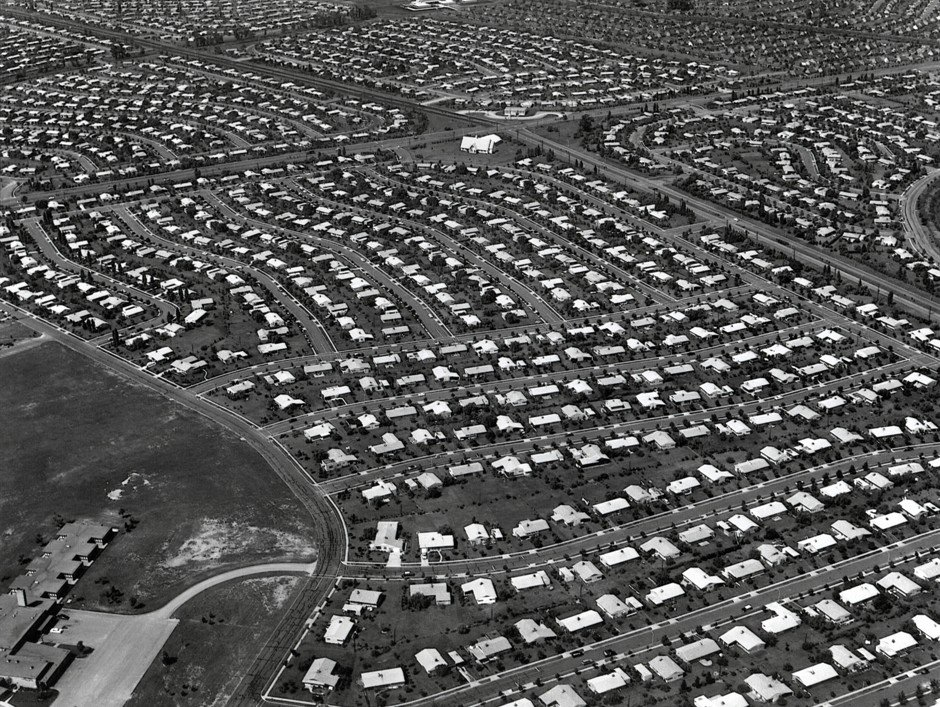
Vista aerea di Levittown, Pennsylvania, 1959 circa

Mentre la popolazione dei sobborghi, con la sua accresciuta mobilità, arrivava ad assommare a un terzo della popolazione nel 1960, i produttori di auto di Detroit risposero al boom con automobili sempre più scintillanti, mentre gli USA diventavano sempre più dipendenti dal petrolio straniero. La crescita dei sobborghi non fu solo un risultato della prosperità del dopoguerra, ma delle innovazioni del mercato immobiliare monofamiliare. William Levitt diede il via a una moda nazionale con il suo uso di tecniche di produzione di massa per costruire una grande area abitativa "Levittown" su Long Island. Nel frattempo la popolazione suburbana cresceva grazie al baby boom. I sobborghi fornivano case più grandi per famiglie più grandi, sicurezza rispetto alla vita urbana, riservatezza, e spazio per i beni di consumo.
Molti dei sobborghi erano riservati ai bianchi. Mentre pochi afro-americani potevano permettersi di viverci, anche quelli benestanti e dotati dei mezzi per potersi permettere una casa nei sobborghi, si trovavano di fronte a barriere formali e informali. I pochi afro-americani che si avventurarono nei sobborghi vennero generalmente espulsi sia in modo esplicito che passivo. Propagandati per il loro senso di comunità, i sobborghi vennero attaccati da successivi critici per la loro conformità e omogeneità. In effetti i sobborghi erano abitati da persone di età e retroterra simile.

## Il movimento per i diritti umani

### Contesto storico
Dopo la fine della Ricostruzione, molti stati adottarono le restrittive Leggi Jim Crow che attuavano la segregazione delle razze e lo status di cittadini di seconda classe per gli afro-americani. Casi della Corte Suprema come Plessy v. Ferguson, del 1896, accettavano la segregazione come costituzionale.

### Lo status degli afro-americani nel profondo sud
La discriminazione sul diritto al voto rimase diffusa nel sud fino a tutti gli anni 1950. I comitati di registrazione dei votanti usavano pratiche come la limitazione del numero di votanti afro-americani eleggibili, vincolandoli ad un più alto standard di accuratezza rispetto ai bianchi, permettendo ai richiedenti bianchi di registrarsi nelle loro auto o da casa, valutando per ultimi i richiedenti neri, stabilendo uffici di registrazione situati in parti separate del palazzo di giustizia, offrendo assistenza solo ai richiedenti bianchi per il completamento della scheda di registrazione e non notificando agli afro-americani lo stato delle loro richieste.
I neri del sud che resistevano alla segregazione, in particolare i mezzadri, potevano venire espulsi per aver tentato di registrarsi per il voto, e i neri rurali in particolare, vivevano nella costante paura dei loro datori di lavoro che minacciavano di dargli fuoco; dei "consigli dei cittadini" bianchi, che adottavano politiche di repressione economica contro i dimostranti; dei gruppi di vigilanti bianchi, come il Ku Klux Klan, che esercitavano uno spesso incontrollato regno del terrore in tutto il sud, dove il linciaggio di afro-americani era un fatto comune e raramente perseguito dalla legge. Quasi 4.500 afro-americani vennero linciati negli Stati Uniti tra il 1882 e i primi anni 1950.

### Brown vs. Board of Educatione la "resistenza massiccia"

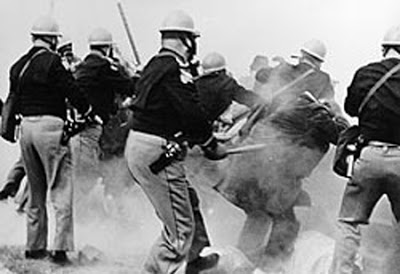
La polizia dell'Alabama attacca i dimostranti per i diritti civili nel "Bloody Sunday" (7 marzo 1965)

Nei primi giorni del movimento per i diritti civili, cause giudiziarie e lobbismo furono il centro dei tentativi di integrazione. La decisione della Corte Suprema nei casi Brown v. Board of Education di Topeka (1954); Powell v. Alabama (1932); Smith v. Allwright (1944); Shelley v. Kraemer (1948); Sweatt v. Painter (1950); e McLaurin v. Oklahoma State Board of Regents (1950) portò a un cambiamento di tattica, e dal 1955 al 1965, l'"azione diretta" divenne la strategia—principalmente boicottaggio degli autobus, sit-in, marce per la libertà e movimenti sociali.
Brown v. Board of Education of Topeka (1954) fu un caso miliare della Corte Suprema, che mise esplicitamente fuori legge le strutture educative separate per neri e bianchi, decidendo sulla base del fatto che la dottrina dell'educazione pubblica "separata ma uguale" non poteva veramente fornire agli americani di colore delle strutture paragonabili a quelle a disposizione dei bianchi. 101 membri della Camera dei Rappresentanti e 10 senatori firmarono il "Southern Manifesto" condannando la decisione della Corte Suprema.
Nel 1951 venne presentata una causa contro il Board of Education della città di Topeka presso la corte distrettuale del Distretto del Kansas, in favore di Linda Brown, una studentessa di Topeka costretta a camminare per un miglio per raggiungere la sua scuola segregata nera, mentre una scuola bianca era a solo sette isolati dalla sua abitazione. La causa della Brown ebbe il sostegno dell'NAACP, il cui principale legale, Thurgood Marshall, egli stesso nominato alla Corte Suprema nel 1967, argomentò il caso. La corte distrettuale si pronunciò in favore del Board of Education, citando il precedente stabilito dalla Corte Suprema in Plessy v. Ferguson (1896), che permetteva alle leggi statali di richiedere carrozze ferroviarie "separate ma uguali" per bianchi e neri.
Orval Eugene Faubus, governatore dell'Arkansas usò la Guardia Nazionale dello stato per impedire l'integrazione scolastica alla Little Rock Central High School nel 1957, mentre i governatori Ross Barnett del Mississippi e George Wallace dell'Alabama bloccarono fisicamente i portoni delle rispettive università statali. E. H. Hurst, un rappresentante del Mississippi, braccò e uccise un contadino nero che aveva partecipato ai corsi per i registratori dei voti. Il commissario alla sicurezza pubblica di Birmingham, Eugene T. "Bull" Connor sostenne l'uso della violenza contro i freedom riders e ordinò che idranti e cani poliziotto venissero rivolti contro i dimostranti. Lo sceriffo Jim Clark, di Dallas County (Alabama) scatenò i suoi vice sui dimostranti del "Bloody Sunday" e ne minacciò personalmente altri. La polizia in tutto il sud arrestò gli attivisti dei diritti civili con accuse gratuite. Giurie di soli bianchi in diversi stati prosciolsero assassini accertati di afro-americani.

### Organizzazioni per i diritti civili

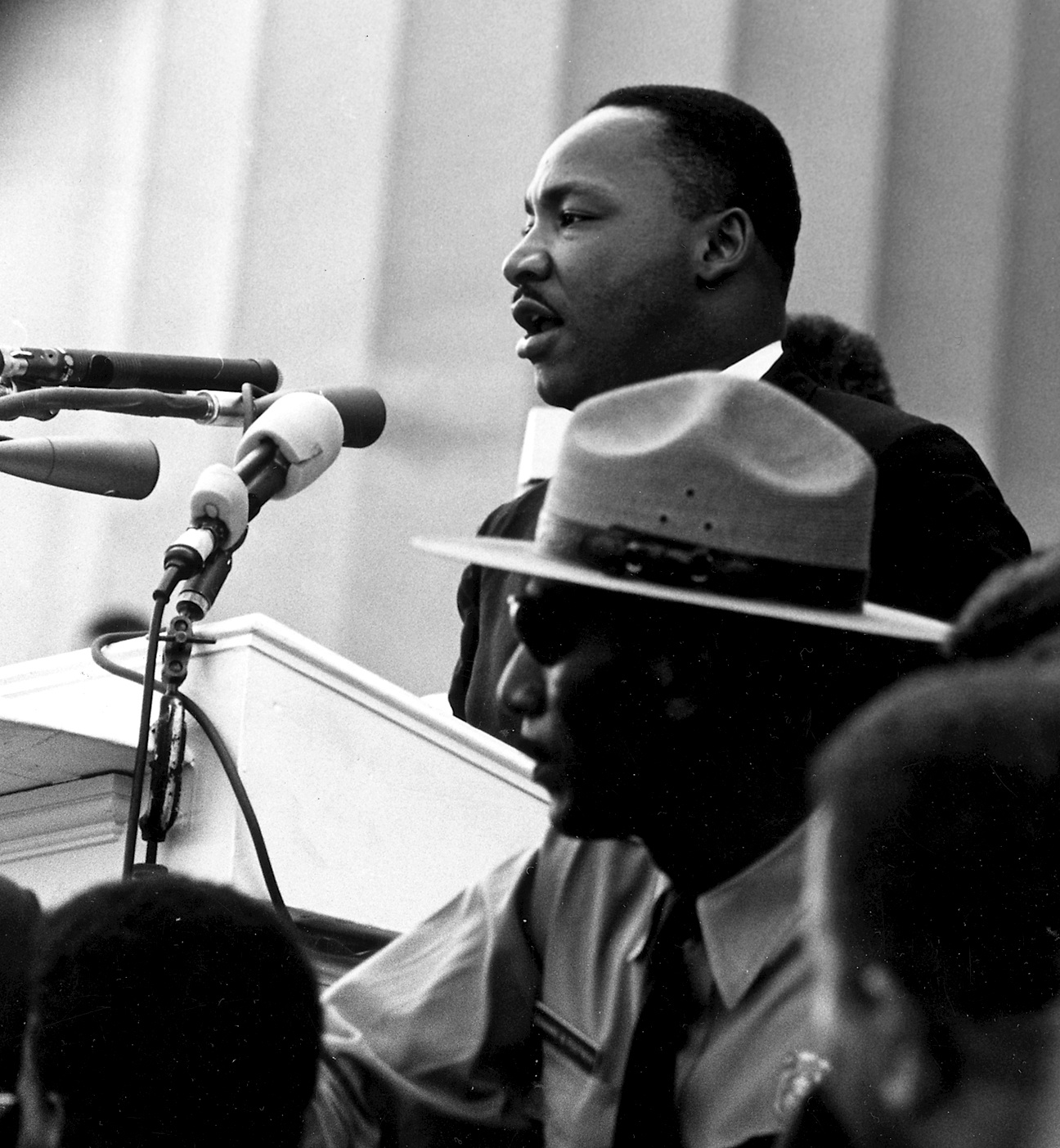
M.L. King parla durante la marcia per i diritti civili di Washington DC nel 1963

Nonostante avesse simpatizzanti e sostenitori bianchi, il moderno movimento per i diritti civili fu progettato, guidato, organizzato e gestito da afro-americani, che posero se stessi e le loro famiglie in prima linea nella lotta per la libertà. Il loro eroismo venne portato nella casa di ogni americano attraverso i giornali e in seguito con i notiziari televisivi, mentre le marce e le dimostrazioni pacifiche venivano attaccate dai tutori della legge. Gli agenti usavano manganelli, fruste, idranti, cani poliziotto e arresti in massa per intimidire i dimostranti. La seconda caratteristica del movimento è che non fu monolitico, guidato da uno o due uomini. Fu invece una campagna dispersa, di base, che attaccò la segregazione in diversi luoghi e con tattiche differenti.
Mentre alcuni gruppi e individui all'interno del movimento per i diritti civili, come Malcolm X, sostenevano il Black Power, il separatismo nero o addirittura la resistenza armata, la maggioranza dei partecipanti rimase impegnata sui principi della nonviolenza, una decisione deliberata da parte di una minoranza oppressa, di astenersi dalla violenza per avere un vantaggio politico. Usando strategie nonviolente, gli attivisti dei diritti civili si avvantaggiarono dell'emergente rete di notiziari, in particolare televisivi, per catturare l'attenzione nazionale, del Congresso e della Casa Bianca.
Il ruolo guida delle chiese nere nel movimento fu una naturale estensione della loro struttura e funzione. Esse offrivano ai propri membri un'opportunità di esercitare ruoli che gli venivano negati nella società. Nel corso della loro storia, le chiese nere servirono non solo come luogo di culto, ma anche come "bacheca", unione di credito, "tribunale popolare" per risolvere dispute, gruppo di sostegno e centro di attivismo politico. Queste e altre funzioni aumentarono l'importanza del ministero. La personalità più importante nel movimento per i diritti civili fu il pastore battista Martin Luther King, uomo dell'anno per Time magazine nel 1964 e uomo del popolo. Il suo instancabile impegno personale verso un forte ruolo di leadership nella lotta per la libertà dei neri gli valse i plausi del mondo intero e un Premio Nobel per la pace.
Studenti e seminaristi sia al nord che al sud, giocarono ruoli chiave nel movimento per i diritti civili—dal boicottaggio degli autobus ai sit-in, alle marce per la libertà, ai movimenti sociali. Movimenti guidati da chiese e studenti svilupparono le loro proprie strutture organizzative e di sostegno. La Southern Christian Leadership Conference (SCLC), fondata nel 1957, coordinò e raccolse fondi, provenienti principalmente del nord, per proteste locali e addestramento dei leader neri. Lo Student Nonviolent Coordinating Committee (SNCC), fondato nel 1957, sviluppò la strategia "jail-no-bail". Il ruolo dell'SNCC fu di sviluppare e collegare campagne di sit-in e di aiutare a organizzare le marce della libertà, l'incitamento alla registrazione dei votanti e altre attività di protesta. Questi due nuovi gruppi spesso unirono le loro forze con organizzazioni preesistenti come la National Association for the Advancement of Colored People (NAACP), fondata nel 1909, il Congress of Racial Equality (CORE), fondato nel 1942, e la National Urban League. L'NAACP e il suo direttore, Roy Wilkins, fornirono consulenza legale ai dimostranti incarcerati, aiutarono a raccogliere i soldi delle cauzioni e continuarono a mettere alla prova segregazione e discriminazione nei tribunali, come avevano già fatto per mezzo secolo. Il CORE iniziò nel 1961 le marce della libertà, che coinvolsero molti membri dell'SNCC, e il leader del CORE, James Farmer, divenne in seguito segretario esecutivo dell'SNCC.
L'amministrazione del presidente John Kennedy fu una mezza fortuna. Kennedy sostenne l'attuazione della desegregazione nelle scuole e nelle strutture pubbliche. Il Procuratore Generale Robert Kennedy portò avanti più di 50 cause legali in quattro stati per assicurare il diritto al voto dei neri americani. Comunque, il direttore dell'FBI, J. Edgar Hoover, preoccupato della possibile influenza comunista sul movimento per i diritti civili e antagonista personale di Martin Luther King, usò l'FBI per investigare su King e su altri leader dei diritti civili.

## L'amministrazione Kennedy
Kennedy fu presidente solo per circa 1.000 giorni. Il suo breve mandato fu segnato da eventi notevoli, tra i quali: l'accelerazione del ruolo statunitense nella corsa allo spazio; l'inizio dell'escalation del ruolo statunitense nella Guerra del Vietnam; la Crisi dei missili di Cuba; la tentata invasione di Cuba nota come affare della Baia dei Porci: eventi che aggravarono la Guerra Fredda con l'Unione Sovietica; attacchi contro le marce per la libertà(Da parte di persone non qualificate ad autorizzare gli attacchi e non da Kennedy); violenza di massa diretta contro James Meredith durante l'integrazione dell'Università del Mississippi; l'incarcerazione del reverendo Martin Luther King durante la campagna di Birmingham(Sempre a causa di figure pubbliche non qualificate per attaccare, e non dallo stesso JFK; e la nomina del fratello Robert F. Kennedy nel suo gabinetto come Procuratore Generale.
Il presidente Kennedy fu assassinato a Dallas, il 22 novembre 1963. Lee Harvey Oswald, sospettato per il crimine, fu a sua volta colpito mortalmente da Jack Ruby prima che potesse essere formalmente accusato e portato in giudizio. Quattro giorni dopo che Kennedy e Oswald furono uccisi, il neo presidente Lyndon Johnson istituì la Commissione Warren per investigare sull'assassinio.
Dopo l'uccisione di Kennedy, Lyndon Johnson divenne presidente per il resto del mandato in un modo che sentiva consistente con l'agenda politica di Kennedy. Egli convinse il gabinetto di Kennedy a continuare a servire per il resto del termine, compreso Robert Kennedy (nonostante la relazione acrimoniosa tra questi e Johnson). Usò inoltre la sua considerevole cognizione politica, per assicurare l'approvazione del Civil Rights Act del 1964. Queste azioni permisero a Johnson di vincere facilmente le elezioni presidenziali negli Stati Uniti d'America del 1964.